# Vénès
Vénès (okzitanisch Venés) ist eine französische Gemeinde mit 723 Einwohnern (Stand 1. Januar 2022) im Département Tarn in der Region Okzitanien (vor 2016 Midi-Pyrénées). Die Gemeinde gehört zum Arrondissement Castres und zum Kanton Plaine de l’Agoût (bis 2015 Lautrec).

## Geografie
Vénès liegt etwa 58 Kilometer ostnordöstlich von Toulouse und etwa 15 Kilometer nordnordwestlich von Castres. Umgeben wird Vénès von den Nachbargemeinden Saint-Genest-de-Contest im Norden und Nordwesten, Réalmont im Norden, Saint-Lieux-Lafenasse im Nordosten, Montredon-Labessonnié im Osten, Montfa im Süden und Südosten, Peyregoux im Süden sowie Lautrec im Westen und Südwesten.

## Bevölkerungsentwicklung
| Jahr                      | 1962 | 1968 | 1975 | 1982 | 1990 | 1999 | 2006 | 2013 |
| Einwohner                 | 644  | 541  | 477  | 524  | 558  | 584  | 691  | 758  |
| Quelle: Cassini und INSEE |      |      |      |      |      |      |      |      |

## Sehenswürdigkeiten
- Kirche Saint-Jean-Baptiste
- Kirche Saint-Salvy im Ortsteil Finottes
- Kapelle Saint-Laurent im Ortsteil Pouzaque
- Schloss Vénès